# Martine Hovanessian
Martine Hovanessian, née le 2 mai 1953 à Bagneux et morte le 21 juillet 2019 à Issy-les-Moulineaux, est une anthropologue d'origine arménienne, spécialiste de la diaspora arménienne. Elle est directrice de recherche au CNRS en anthropologie.

## Biographie

### Jeunesse et formation
Martine Hovanessian naît le 2 mai 1953 à Bagneux,.
Elle suit d'abord une formation en littérature. Ses études sur le langage nourrissent ensuite ses réflexions sur la mémoire arménienne et la mémoire juive, à travers les témoignages de survivants et de descendants de survivants qu'elle recueille, et suscitent sa réflexion autour de la notion d'indicible.
En 1979, elle obtient une double licence de lettres modernes et d'ethnologie à l'Université Paris VII. En 1980, elle obtient une maîtrise de lettres modernes à l'Université de Paris VII sur Michel Leiris et le roman Aurora.
En 1981, son travail sur Georges Bataille et la notion de sacré sous la direction de Julia Kristeva, dans le cadre du DEA de sémiologie littéraire à l'Université de Paris VII, lui vaut la mention très bien.
En 1990, elle soutient à l'EHESS sa thèse intitulée Les Arméniens et la prégnance du lieu communautaire : enquête en région Parisienne sous la direction de Gérard Althabé.

### Parcours
Après sa thèse, Martine Hovanessian intègre le CNRS puis l'INALCO en 1998,.
Elle est membre de la Société des études arméniennes dès sa fondation en 1992,.
En 2009, elle obtient une habilitation à diriger les recherches, sous la direction de Maryse Tripier Traversées de lieux exilés : recoudre les fragments. Les membres du jury sont l'anthropologue Jean-Loup Amselle, le psychanalyste Fethi Benslama, la sociologue Chantal Bordes-Benayoun, la philosophe Marie-Claire Caloz-Tschopp, la linguiste Anaïd Donabédian-Demopoulos, l'anthropologue Catherine Quiminal et la sociologue Maryse Tripier. Dans cette thèse, elle propose une étude comparative entre la mémoire arménienne post-génocidaire et la mémoire juive post-Shoah, traversées toutes deux par l'angoisse de l'exil et de la perte. Son travail développe une forme d'anthropologie narrative novatrice dans le champ de la recherche, où l'anthropologie se trouve à la croisée de la psychanalyse, de la philosophie et de la littérature. Elle est promue directrice de recherche au CNRS la même année,.
Elle meurt le 21 juillet 2019 à Issy-les-Moulineaux,,,. Elle est inhumée au cimetière parisien de Bagneux,.

### Vie privée
Martine Hovanessian est mère de trois enfants, Julien Vahan, Jérémie Vahé et Marie, issus de son union avec Pierre-Noël Denieuil.

## Publications
- Le lien communautaire : Trois générations d'Arméniens, Armand Colin, coll. « L'ancien et le nouveau », 1992, 321 p. (ISBN 978-2200211448, BNF 35519265)
- Les Arméniens et leurs territoires, éditions Autrement, coll. « Français d'ailleurs, peuple d'ici », 1995, 173 p. (ISBN 978-2862605319)
- Les récits de nos vies atteintes : Une histoire arménienne inconcevable, Éditions L'Harmattan, 2013, 310 p. (ISBN 978-2-343-02104-1)